# Manuel José Quintana
Manuel José Quintana (11. dubna 1772, Madrid – 11. března 1857, tamtéž) byl španělský básník, dramatik a historik, v jehož klasicistním díle je možno najít preromantické prvky.

## Život
Vystudoval práva na Univerzitě v Salamance, kde byl jeho učitelem Juan Meléndez Valdés, kterého zpočátku napodoboval ve svých verších. Vliv na něho měli i jeho přátelé Gaspar Melchor de Jovellanos a Nicasio Álvarez de Cienfuegos.

Manuel José Quintana kolem roku 1857

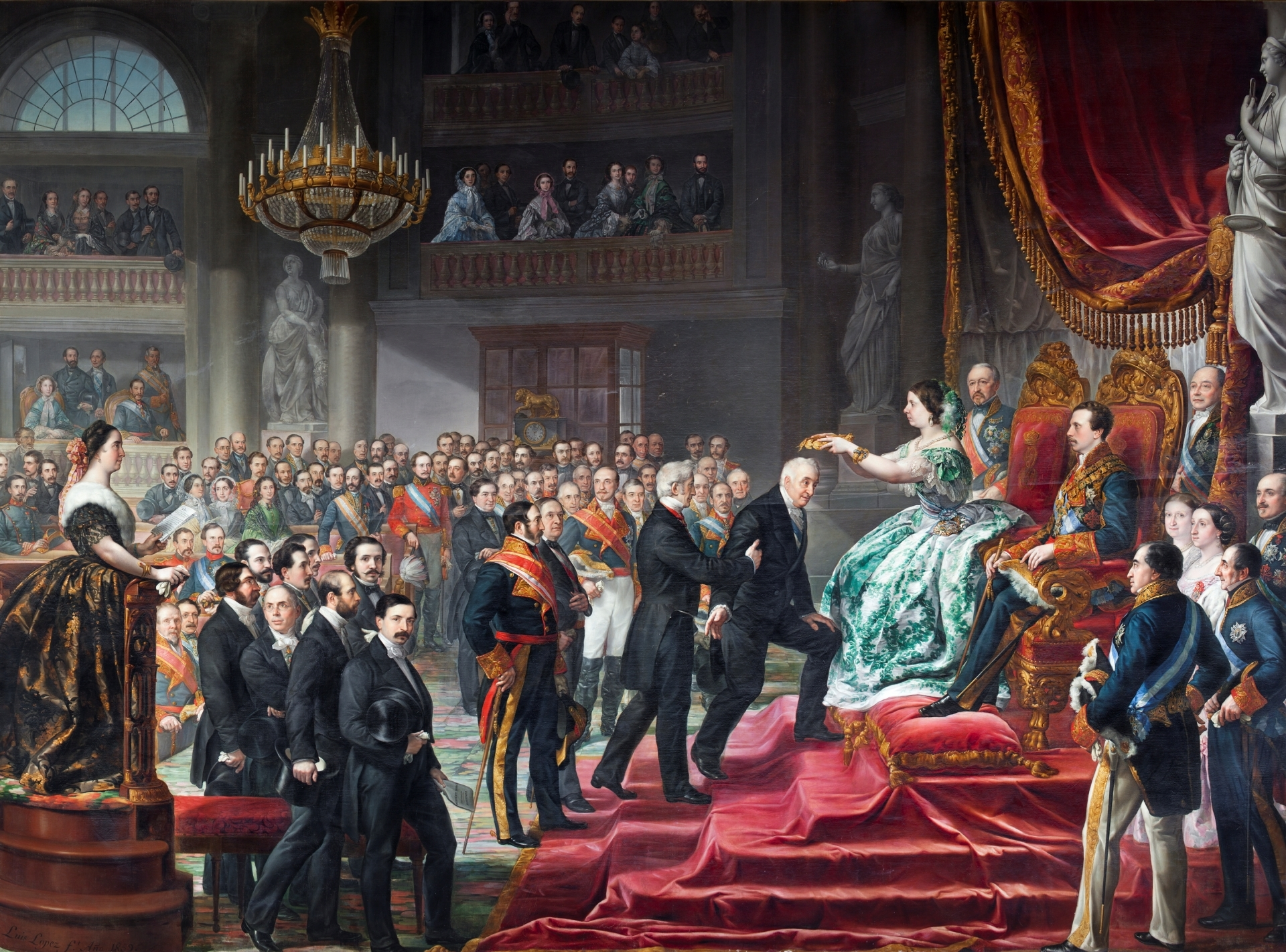
Básníkova korunovace královnou Isabelou II. na národního básníka

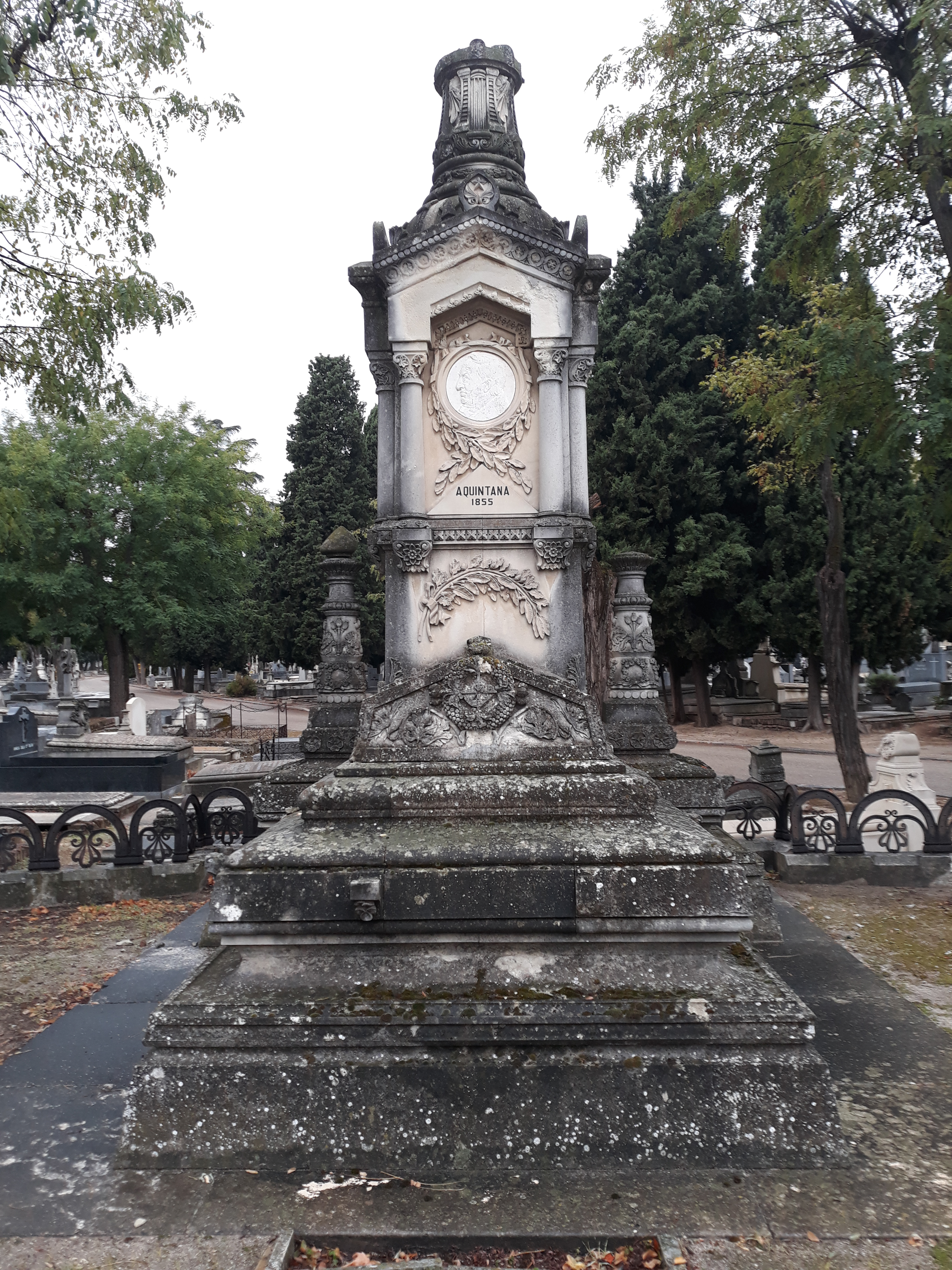
Básníkův hrob v Madridu

Po skončení studia pracoval od roku 1795 jako právník v Madridu. Během francouzské okupace se nedal do služeb vlády Josefa Bonaparteho, ačkoliv za své politické i filosofické názory vděčil francouzským encyklopedistům, ale pracoval na významných místech v národním odboji. Byl členem tzv. Centrální rady (Junta Central – vládní sbor, který se ustanovil na počátku války proti Napoleonovi ze zástupců provinčních rad a do svého rozpuštění roku 1810 podporoval nepříliš úspěšně boj za národní nezávislost), psal různé manifesty, vlastenecké ódy, působil jako šéfredaktor Semanario Patriótico (Vlastenecký týdeník) a spolupracoval s cádizskými generálními kortesy (španělskou exilovou vládou, která roku 1812 přijala ústavu).
Po pádu Napoleona se stal členem akademií Real Academia de Bellas Artes de San Fernando a Real Academia Española, ale po návratu krále Ferdinanda VII. na španělský trůn byl pro své liberální názory pronásledován a dokonce i vězněn. Teprve po Ferdinandově smrti roku 1833 a po vyhlášené amnestii se mu dostalo veřejného uznání a významných funkcí. Roku 1855 byl královnou Isabelou II. slavnostně korunován na národního básníka.
Jeho poezie, která vycházela hlavně časopisecky, je psaná zvučným a sošně krásným veršem a čerpá svou inspiraci ze tří hlavních zdrojů, kterými jsou vlast, svoboda a idea pokroku. Tyto principy někdy spojuje s preromantickým smyslem pro přírodu, kterou však obdivuje především proto, že je člověk schopen jí ovládnout a přetvořit. Kromě toho je autorem klasicistních tragédií a v oblasti prózy literárněhistorických, kritických nebo životopisných prací. Jako znalec poesie zlatého věku španělského písemnictví vydal několik jejích antologií.

## Výběrová bibliografie
- Poesías (1788, Básně).
- Las reglas del drama (1791, Pravidla dramatu), veršované dílo, v němž přistupuje k tvorbě divadelních her z hlediska klasicismu.
- El Duque de Viseo (1801, Vévoda z Visea), tragédie inspirovaná gotickým dílem Matthewa Gregoryho Lewise The Castle Spectre.
- Pelayo (1805), historická tragédie, oslavující reconquistu jako národně osvobozeneckou válku.
- Vidas de españoles célebres (1807, 1830, 1832, Životy slavných Španělů), třídílná, elegantně a zajímavě napsané biografie významných španělských osobností.
- Poesías selectas castellanas (1830-1833, Výběr z kastilské poezie), třídílná antologie španělských klasických básníků, doplněná důležitým úvodem, prology a poznámkami.
- Cartas a Lord Holland (1852, Listy lordu Hollanovi), dílo napsané již roku 1824, vášnivý a zároveň uvážlivý komentář historických událostí první třetiny 19. století.[1]

## Česká vydání
Ukázky z autorovy tvorby jsou obsaženy v antologii španělských básníků 18. století Heroldové jasu, Praha: Ivo Železný 2006, přeložil Miloslav Uličný.